# Asus ZenFone

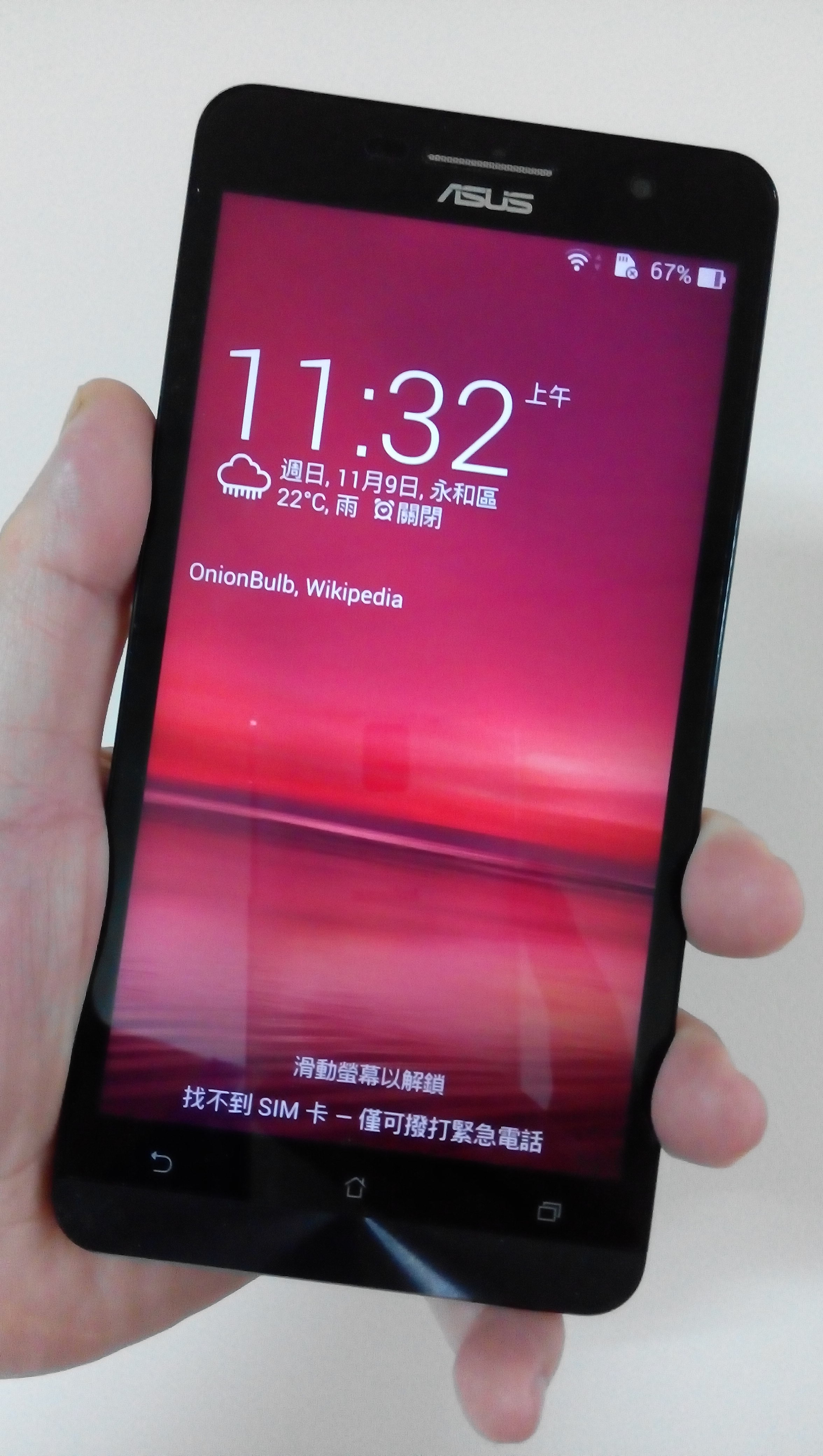
ZenFone 6 (2014)

ASUS ZenFone — лінійка смартфонів виробництва компанії ASUS. Перше покоління ZenFone було анонсоване на Consumer Electronics Show 2014 в Лас-Вегасі.

## Моделі та технічні характеристики

### ZenFone 4
ZenFone 4 має 4-дюймовий дисплей і двох'ядерний процесор Intel® Atom™ Z2520 1,2 ГГц з технологією Intel Hyper-Threading, яка забезпечує паралельну обробку двох потоків даних одним ядром. Дві вбудовані камери, маса 115 г і п'ять яскравих кольорів корпусу;— чорний, білий, червоний, блакитний і жовтий.
Технічні характеристики Zenfone 4:
```
Екран:
 4-дюймовий дисплей (800х480 пікселів) TFT LED Backlight, HD IPS, Corning® Gorilla® Glass 3

Процесор:
 Intel Atom Z2520 (1,2 ГГц) з технологією Hyper-Threading;

ОС:
 Android 4.3 (оновлюється до Android 4.4 KitKat);

Зв'язок:
 GSM / 
GPRS
 / EDGE; WCDMA / HSPA +;
DC-HSPA + (прийом / віддача): 42/5, 76 Мб / с; 

WI-FI:
 
Wi-Fi
 802.11b/g/n (з підтримкою Wi-Fi Direct);

Bluetooth:
 V 4.0 ( EDR + 
A2DP
 )

Камери:
 5-мегапіксельна основна камера; 0,3-мегапіксельна фронтальна

RAM:
 1 ГБ;

ROM:
 4ГБ

Акумулятор:
 1170 мАг;.

Слот розширення пам'яті:
 microSD об'ємом до 64 ГБ;

Розміри:
 124,4 x 61,4 x 11,2-6,3 мм;

Вага:
 115 грам.
```

ZenFone 5 обладнаний 5-дюймовим IPS-дисплеєм із роздільною здатністю HD (1280×720). Має двох'ядерний процесор Intel® Atom™ Z2580 2,0 ГГц (T00F) або Z2560 1,6 ГГц (T00J) з технологією Intel Hyper-Threading, має 8-мегапіксельну основну камеру з технологією PixelMaster для високошвидкісної серійної зйомки та досягнення яскравого зображення в умовах поганої освітленості.  А також 2-мегапіксельну фронтальну камеру. Технології GloveTouch і PenTouch підвищують чутливість дисплея й дозволяють керувати пристроєм навіть рукою в рукавичці або будь-яким стилусом. 
Відеоприскорювач PowerVR SGX544MP2, частота графічного ядра 533 МГц для процесора Z2580 та 400 МГц для процесора Z2560.

### ZenFone 5
Технічні характеристики Zenfone 5:
```
Екран:
 5-дюймовий дисплей (1280х720 пікселів), ppi:294; TFT LED Backlight, HD IPS, Corning® Gorilla® Glass 3, Supports glove touch input

Процесор:
 Intel Atom Z2580 (2 ГГц) або Z2560 (1,6 ГГц) з технологією Hyper-Threading;

ОС:
 Android 4.3 (оновлюється до Android 4.4 KitKat)(оновлення було випущене 1 жовтня 2014 року);

Зв'язок:
 GSM / GPRS / EDGE; WCDMA / HSPA +; DC-HSPA +              (прийом / віддача): 42/5, 76 Мб / с;

WI-FI:
 802.11b/g/n (з підтримкою Wi-Fi Direct);

Bluetooth:
 V 4.0 ( EDR + A2DP )

Камери:
 8-мегапіксельна основна камера F2.0 Aperture, з автофокусом та фотоспалахом; 2-мегапіксельна фронтальна камера F2.4 Aperture.
```

```
Датчики:
 G-Sensor, датчик освітлення, цифровий компас, датчик наближення, датчик сповіщення, магнітний датчик (датчик Холла);

RAM:
 1ГБ/2ГБ;

ROM:
 4ГБ/8ГБ/16ГБ;

Акумулятор:
 2110 мАг 8Wh, non-removable polymer battery

Слот розширення пам'яті:
 microSD об'ємом до 64 ГБ;

Розміри:
 148,2 x 72,8 x 10,3-5,5 мм;

Вага:
 145 грам.
```

### ZenFone 6
ZenFone 6 також пропонує HD-дисплей, але з діагоналлю шість дюймів. Як і ZenFone 5, дисплей ZenFone 6 підтримує технології GloveTouch і PenTouch. ZenFone 6 обладнаний 13-мегапіксельною основною камерою з технологією PixelMaster. ZenFone 5 і 6 доступні в чотирьох варіантах кольору;— чорний, білий, червоний і золотистий.
Технічні характеристики Zenfone 6:
```
Екран:
 6-дюймовий дисплей (1280х720 пікселів);TFT LED Backlight, HD IPS, Corning® Gorilla® Glass 3, Supports glove touch input

Процесор:
 Intel Atom Z2580 (2 ГГц) з технологією Hyper-Threading;

ОС:
 Android 4.3 (оновлюється до Android 4.4 KitKat);

Зв'язок:
 GSM / GPRS / EDGE; WCDMA / HSPA +; DC-HSPA +              (прийом / віддача): 42/5, 76 Мб / с;

WI-FI:
 Wi-Fi 802.11b/g/n (з підтримкою Wi-Fi Direct);

Bluetooth:
 V 4.0 ( EDR + A2DP )

Камери:
 13-мегапіксельна основна камера, 2-мегапіксельна фронтальна камера

RAM:
 2ГБ

ROM:
 8ГБ

Акумулятор:
 3300 мАг, 12 Wh, non-removable polymer battery

Слот розширення пам'яті:
 microSD об'ємом до 64 ГБ;

Розміри:
 166,9 x 84,3 x 9,9-5,5 мм;

Вага:
 196 грам.
```

## Інтерфейс
У ZenFone використовується ZenUI — інтерфейс ASUS для смартфонів. Інтерфейс включає розширену підтримку соціальних мереж завдяки функції Omlet Chat, що працює на базі відкритої платформи Omlet Open Messaging Platform.